# Roots feat.Spinna B-ill
「Roots feat.Spinna B-ill」（ルーツ フィーチャリング スピナ・ビル）はMiss Mondayのシングル。2004年3月10日発売。3rdアルバム「miss rainbow」収録。

## 概要
デビュー以降短いスパンでリリースしてきたMiss Mondayが珍しく期間を空けてのリリースとなった本シングルでは、お互いデビュー前から親交のあったSpina B-illをフィーチャー。4つ打ちなレゲエビート（ミリタントビート）の上で、「しっかり根を張ろう」と力強いメッセージを発信している。

## 収録曲
1. Roots feat.Spinna B-ill
2. Ohhhh Yes!!!!

## 収録アルバム
- オリジナル『miss rainbow』（2004年11月3日）